# Sovjet-Unie op de Olympische Zomerspelen 1956

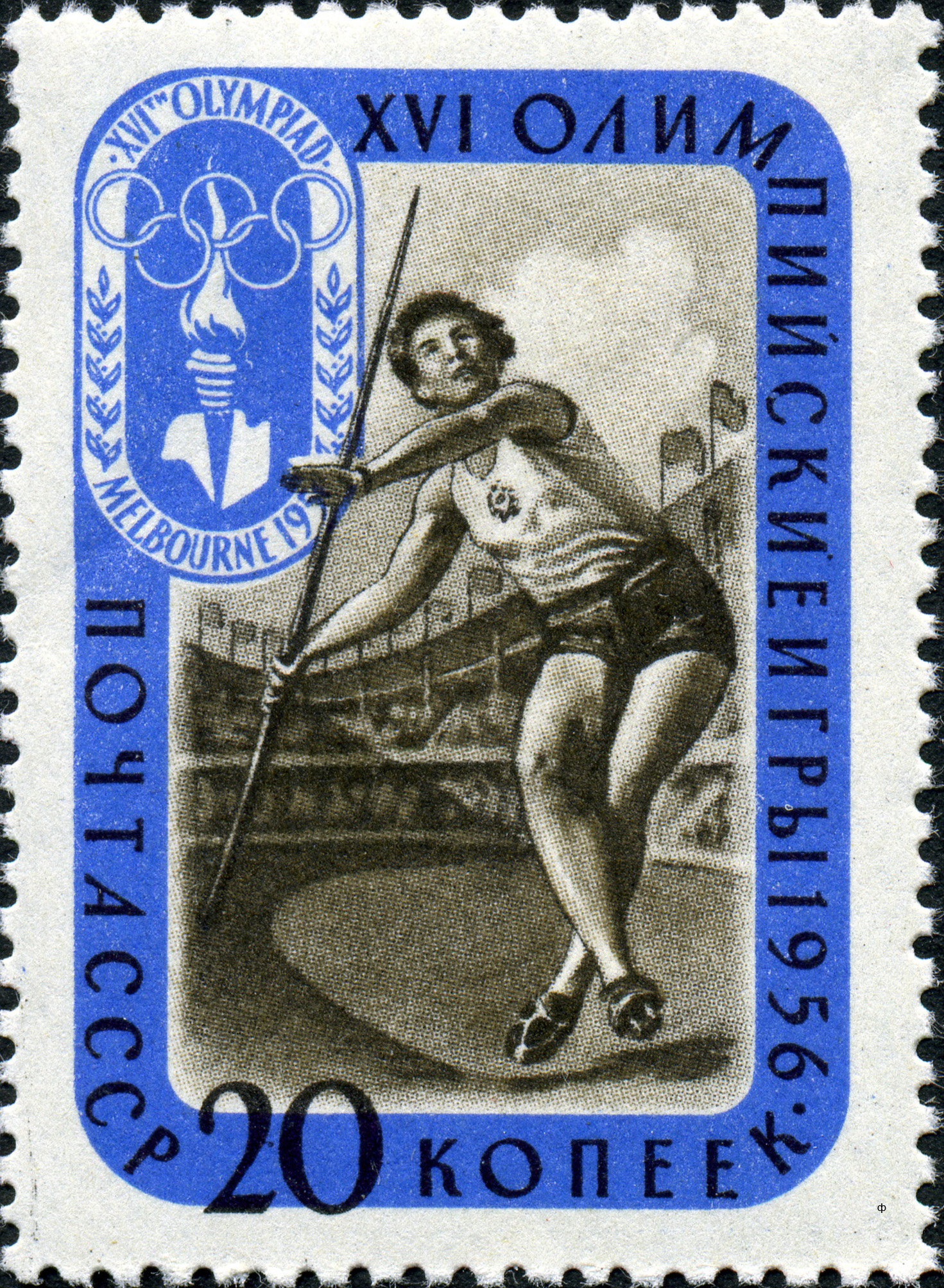
Russische postzegel, uitgegeven ter gelegenheid van de Olympische Zomerspelen 1956

De Sovjet-Unie nam deel aan de Olympische Zomerspelen 1956 in Melbourne, Australië. Het land won 15 gouden medailles meer dan tijdens de vorige editie. Voor het eerst werd de eerste plaats in het medailleklassement behaald nadat vier jaar eerder, tijdens het Sovjet-Russische debuut, de tweede plaats was bereikt.

## Medailles
| Sport            | Olympiër | Discipline                    | Medaille |
| ---------------- | --- | ----------------------------- | -------- |
| Atletiek         | Vladimir Koets | 5000m (m)                     | Goud     |
| Atletiek         | Vladimir Koets | 10000m (m)                    | Goud     |
| Atletiek         | Leonid Spirin | 20km snelwandelen (m)         | Goud     |
| Atletiek         | Tamara Tysjkevitsj | kogelstoten (v)               | Goud     |
| Atletiek         | Inese Jaunzeme | speerwerpen (v)               | Goud     |
| Boksen           | Vladimir Safronov | -57kg (m)                     | Goud     |
| Boksen           | Vladimir Jengibarjan | -63,5kg (m)                   | Goud     |
| Boksen           | Gennadi Sjatkov | -75kg (m)                     | Goud     |
| Gewichtheffen    | Igor Rybak | -67,5kg (m)                   | Goud     |
| Gewichtheffen    | Fjodor Bogdanovski | -75kg (m)                     | Goud     |
| Gewichtheffen    | Arkadi Vorobjov | -90kg (m)                     | Goud     |
| Kanovaren        | Pavel Charin Gratsian Botev | C-2 10000m (m)                | Goud     |
| Kanovaren        | Jelizaveta Dementjeva | K-1 500m (v)                  | Goud     |
| Moderne vijfkamp | Igor Novikov Aleksandr Tarassov Ivan Derjoegin | team (m)                      | Goud     |
| Roeien           | Vjatsjeslav Ivanov | skiff (m)                     | Goud     |
| Roeien           | Aleksandr Berkoetov Joeri Tjoekalov | dubbel-twee (m)               | Goud     |
| Schietsport      | Vasili Borisov | 300m geweer 3 houdingen (m)   | Goud     |
| Schietsport      | Anatoli Bogdanov | 50m geweer 3 houdingen (m)    | Goud     |
| Schietsport      | Vitali Romanenko | 100m lopend hert (m)          | Goud     |
| Turnen           | Viktor Tsjoekarin Valentin Moeratov Boris Sjachlin Albert Azarjan Joeri Titov Pavel Stolbov | meerkamp team (m)             | Goud     |
| Turnen           | Viktor Tsjoekarin | individuele meerkamp (m)      | Goud     |
| Turnen           | Viktor Tsjoekarin | brug (m)                      | Goud     |
| Turnen           | Albert Azarjan | ringen (m)                    | Goud     |
| Turnen           | Boris Sjachlin | paard voltige (m)             | Goud     |
| Turnen           | Valentin Moeratov | sprong (m)                    | Goud     |
| Turnen           | Valentin Moeratov | vloer (m)                     | Goud     |
| Turnen           | Tamara Manina Larissa Latynina Sofia Moeratova Lidia Kalinina Polina Astachova Ljoedmila Jegorova | meerkamp team (v)             | Goud     |
| Turnen           | Larissa Latynina | individuele meerkamp (v)      | Goud     |
| Turnen           | Larissa Latynina | sprong (v)                    | Goud     |
| Turnen           | Larissa Latynina | vloer (v)                     | Goud     |
| Voetbal          | Anatoli Basjasjkin Iosif Betsa Anatoli Iljin Anatoli Isayev Valentin Ivanov Boris Koeznetsov Anatoli Masljonkin Igor Netto Michail Ogonkov Aleksej Paramonov Boris Razinsky Vladimir Ryzhkin Sergej Salnikov Nikita Simonjan Edoeard Streltsov Boris Tatoesjin Nikolaj Tisjtsjenko Lev Jasjin | mannen                        | Goud     |
| Worstelen        | Nikolai Solovjov | -52kg Grieks-Romeins (m)      | Goud     |
| Worstelen        | Konstantin Vyroepajev | -56kg Grieks-Romeins (m)      | Goud     |
| Worstelen        | Givi Kartozija | -79kg Grieks-Romeins (m)      | Goud     |
| Worstelen        | Valentin Nikolajev | -87kg Grieks-Romeins (m)      | Goud     |
| Worstelen        | Anatoli Parfenov | +87kg Grieks-Romeins (m)      | Goud     |
| Worstelen        | Mirian Tsakalamanidze | -52kg vrije stijl (m)         | Goud     |
|                  | |                               |          |
| Atletiek         | Boris Tokarjev Vladimir Soecharev Leonid Bartenev Joeri Konovalov | 4x100m (m)                    | Zilver   |
| Atletiek         | Antanas Mikenas | 20km snelwandelen (m)         | Zilver   |
| Atletiek         | Jevgeni Maskinskov | 50km snelwandelen (m)         | Zilver   |
| Atletiek         | Mikhail Krivonosov | kogelslingeren (m)            | Zilver   |
| Atletiek         | Maria Pisareva | hoogspringen (v)              | Zilver   |
| Atletiek         | Galina Zybina | kogelstoten (v)               | Zilver   |
| Atletiek         | Irina Begljakova | discuswerpen (v)              | Zilver   |
| Basketbal        | Valdis Muižnieks Maigonis Valdmanis Vladimir Torban Stasys Stonkus Kazys Petkevičius Arkadi Botsjkarjov Jānis Krūmiņš Michail Semjonov Algirdas Lauritėnas Joeri Ozerov Viktor Zoebkov Michail Stoedenetski                                                                                   | mannen                        | Zilver   |
| Boksen           | Lev Moechin | +81kg (m)                     | Zilver   |
| Gewichtheffen    | Vladimir Stogov | -56kg (m)                     | Zilver   |
| Gewichtheffen    | Jevgeni Minajev | -60kg (m)                     | Zilver   |
| Gewichtheffen    | Rafael Khaboetdinov | -67,5kg (m)                   | Zilver   |
| Gewichtheffen    | Vassili Stepanov | -82,5kg (m)                   | Zilver   |
| Kanovaren        | Pavel Charin Gratsian Botev | C-2 1000m (m)                 | Zilver   |
| Kanovaren        | Igor Pissarjev | K-1 1000m (m)                 | Zilver   |
| Kanovaren        | Michail Kaaleste Anatoli Demitkov | K-2 1000m (m)                 | Zilver   |
| Roeien           | Igor Boeldakov Viktor Ivanov | twee-zonder (m)               | Zilver   |
| Schietsport      | Jevgeni Tsjerkasov | 25m snelvuurpistool (m)       | Zilver   |
| Schietsport      | Allan Erdman | 300m geweer 3 houdingen (m)   | Zilver   |
| Schietsport      | Makhmoed Oemarov | 50m pistool (m)               | Zilver   |
| Schietsport      | Vassili Borissov | 50m geweer ligegnd (m)        | Zilver   |
| Turnen           | Joeri Titov | rekstok (m)                   | Zilver   |
| Turnen           | Valentin Moeratov | ringen (m)                    | Zilver   |
| Turnen           | Viktor Tsjoekarin | vloer (m)                     | Zilver   |
| Turnen           | Tamara Manina | balk (v)                      | Zilver   |
| Turnen           | Tamara Manina | sprong (v)                    | Zilver   |
| Turnen           | Larissa Latynina | brug (v)                      | Zilver   |
| Worstelen        | Vladimir Manejev | -73kg Grieks-Romeins (m)      | Zilver   |
| Worstelen        | Boris Koelajev | -87kg vrije stijl (m)         | Zilver   |
|                  | |                               |          |
| Atletiek         | Ardaljon Ignatjev | 400m (m)                      | Brons    |
| Atletiek         | Bruno Junk | 20km snelwandelen (m)         | Brons    |
| Atletiek         | Igor Kasjkarov | hoogspringen (m)              | Brons    |
| Atletiek         | Vitold Krejer | hink-stap-springen (m)        | Brons    |
| Atletiek         | Anatoli Samotsvetov | kogelslingeren (m)            | Brons    |
| Atletiek         | Viktor Tsyboelenko | speerwerpen (m)               | Brons    |
| Atletiek         | Vasili Koeznetsov | tienkamp (m)                  | Brons    |
| Atletiek         | Nadeshda Dvalisjvili | verspringen (v)               | Brons    |
| Atletiek         | Nina Romasjkova | discuswerpen (v)              | Brons    |
| Atletiek         | Nadeshda Konjajeva | speerwerpen (v)               | Brons    |
| Boksen           | Anatoly Lagetko | -60kg (m)                     | Brons    |
| Boksen           | Romualdas Murauskas | -81kg (m)                     | Brons    |
| Kanovaren        | Gennadi Boecharin | C-1 1000m (m)                 | Brons    |
| Kanovaren        | Gennadi Boecharin | C-1 10000m (m)                | Brons    |
| Roeien           | Igor Jemtsjoek Georgi Zjilin Vladimir Petrov | twee-met (m)                  | Brons    |
| Schermen         | Lev Koeznetsov | sabel (m)                     | Brons    |
| Schermen         | Leonid Bogdanov Lev Koeznetsov Jakov Rylski Jevgeni Tsjerepovski David Tyschler | sabel team (m)                | Brons    |
| Schietsport      | Vladimir Sevrjoegin | 100m lopend hert (m)          | Brons    |
| Turnen           | Joeri Titov | individuele meerkamp (m)      | Brons    |
| Turnen           | Joeri Titov | sprong (m)                    | Brons    |
| Turnen           | Viktor Tsjoekarin | paard voltige (m)             | Brons    |
| Turnen           | Tamara Manina, Larissa Latynina Sofia Moeratova Lidia Kalinina Polina Astachova Ljoedmila Jegorova | meerkamp team gereedschap (v) | Brons    |
| Turnen           | Sofia Moeratova | individuele meerkamp (v)      | Brons    |
| Turnen           | Sofia Moeratova | brug (v)                      | Brons    |
| Waterpolo        | Boris Gojchman Valentin Prokopov Joeri Sjljapin Vjatsjeslav Koerennoj Pjotr Breus Petre Msjvenieradze Boris Markarov Michail Ryzjak Viktor Agejev Nodar Gvacharia | mannen                        | Brons    |
| Worstelen        | Roman Dzneladze | -62kg Grieks-Romeins (m)      | Brons    |
| Worstelen        | Mikhail Sjakhov | -57kg vrije stijl (m)         | Brons    |
| Worstelen        | Alimbeg Bestajev | -67kg vrije stijl (m)         | Brons    |
| Worstelen        | Vakhtang Balavadze | -73kg vrije stijl (m)         | Brons    |
| Worstelen        | Georgi Sjirtladze | -79kg vrije stijl (m)         | Brons    |
| Zwemmen          | Charis Joenitsjev | 200m schoolslag (m)           | Brons    |
| Zwemmen          | Vitali Sorokin Vladimir Stroezjanov Gennadi Nikolajev Boris Nikitin | 4x200m vrije slag (m)         | Brons    |

## Deelnemers en resultaten

### Atletiek
| Olympiër | Discipline              | Resultaat | Prestatie |
| --- | ----------------------- | --------- | --- |
| Leonid Bartenev | 100m (m)                | 13e       | serie 7: 1ste in 10,93 kwartfinale 4: 4de in 10,84 |
| Yury Konovalov | 100m (m)                | 12e       | serie 12: 2de in 11,04 kwartfinale 2: 2de in 10,93 halve finale 1: 6de in 11,11 |
| Boris Tokarev | 100m (m)                | 9e        | serie 5: 2de in 11,09 kwartfinale 3: 2de in 10,87 halve finale 2: 6de in 10,91 |
| Leonid Bartenev | 200m (m)                | 13e       | serie 12: 2de in 21,94 kwartfinale 1: 4de in 21,53 |
| Yury Konovalov | 200m (m)                | 33e       | serie 3: 3de in 22,09 |
| Boris Tokarev | 200m (m)                | 5e        | serie 10: 1ste in 21,62 kwartfinale 2: 2de in 21,42 halve finale 2: 3de in 21,50 finale: 5de in 21,42 |
| Yury Bashlikov | 400m (m)                | DNS       | serie 5: niet gestart |
| Konstantin Grachov | 400m (m)                | 33e       | serie 1: 4de in 49,58 |
| Ardalion Ignatyev | 400m (m)                | Brons     | serie 6: 1ste in 48,69 kwartfinale 2: 1ste in 46,88 halve finale 1: 1ste in 46,93 finale: 3de in 47,15 |
| Jonas Pipynė | 1500m (m)               | 20e       | serie 1: 9de in 3.50,6 |
| Yevgeny Sokolov | 1500m (m)               | 15e       | serie 2: 6de in 3.49,2 |
| Sergey Sukhanov | 1500m (m)               | 25e       | serie 3: 7de in 3.53,0 |
| Pyotr Bolotnikov | 5000m (m)               | 9e        | serie 1: 4de in 14.28,17 finale: 9de in 14.22n4 |
| Ivan Chernyavsky | 5000m (m)               | 10e       | serie 3: 3de in 14.32,49 finale: 10de in 14.22,4 |
| Vladimir Kuts | 5000m (m)               | Goud      | serie 2: 2de in 14.15,47 finale: 1ste in 13.39,6 |
| Pyotr Bolotnikov | 10000m (m)              | 16e       | |
| Ivan Chernyavsky | 10000m (m)              | 6e        | 29.31,6 |
| Vladimir Kuts | 10000m (m)              | Goud      | 28.45,6 |
| Anatoly Mikhaylov | 110m horden (m)         | 13e       | serie 3: 4de in 14,63 |
| Boris Stolyarov | 110m horden (m)         | 6e        | serie 4: 3de in 14,54 halve finale 2: 3de in 14,64 finale: 6de in 14,71 |
| Igor Ilyin | 400m horden (m)         | DNS       | serie 4: niet gestart |
| Yury Lituyev | 400m horden (m)         | 4e        | serie 5: 1ste in 51,6 halve finale 2: 3de in 51,8 finale: 4de in 51,7 |
| Anatoly Yulin | 400m horden (m)         | 8e        | serie 6: 1ste in 52,1 halve finale 1: 5de in 51,7 |
| Yevgeny Kadyaykin | 3000m steeplechase (m)  | 17e       | serie 1: 9de in 9.09,6 |
| Semyon Rzhishchin | 3000m steeplechase (m)  | 5e        | serie 1: 2de in 8.53,18 finale: 5de in 8.44,6 |
| Vasily Vlasenko | 3000m steeplechase (m)  | 12e       | serie 1: 7de in 8.54,99 |
| Boris Tokarjev Vladimir Soecharev Leonid Bartenev Joeri Konovalov                                                             | 4x100m (m)              | Zilver    | serie 3: 1ste in 40,77 halve finale 2: 1ste in 40,36 finale: 2de in 39,93 |
| Konstantin Grachov Yury Lituyev Anatoly Yulin Ardalion Ignatyev Igor Ilyin Yury Bashlikov Boris Stolyarov                     | 4x400m (m)              | 8e        | serie 3: 3de in 3.11,27 |
| Ivan Filin | marathon (m)            | 7e        | 2:30.37 |
| Boris Grishayev | marathon (m)            | DNF       | niet gefinisht |
| Albert Ivanov | marathon (m)            | DNF       | niet gefinisht |
| Bruno Junk | 20km snelwandelen (m)   | Brons     | 1:32.12 |
| Antanas Mikėnas | 20km snelwandelen (m)   | Zilver    | 1:32.03 |
| Leonid Spirin | 20km snelwandelen (m)   | Goud      | 1:31.27,4 |
| Grigory Klimov | 50km snelwandelen (m)   | DNF       | niet gefinisht |
| Mikhail Lavrov | 50km snelwandelen (m)   | DSQ       | gediskwalificeerd |
| Yevgeny Maskinskov | 50km snelwandelen (m)   | Zilver    | 4:32.57 |
| Dmitry Bondarenko | verspringen (m)         | 4e        | kwalificatie: 5de met 7,37m finale: 4de met 7,44m |
| Oleg Fedoseyev | verspringen (m)         | 8e        | kwalificatie: 3de met 7,42m finale: 8ste met 7,27m |
| Igor Ter-Ovanesyan | verspringen (m)         | DNF       | kwalificatie: 13de met 7,15m finale: geen geldige poging |
| Yevgeny Chen | hink-stap-springen (m)  | DNS       | kwalificatie: niet gestart |
| Vitold Kreyer | hink-stap-springen (m)  | Brons     | kwalificatie: 5de met 15,38m finale: 13de met 16,02m |
| Leonid Shcherbakov | hink-stap-springen (m)  | 6e        | kwalificatie: 2de met 15,59m finale: 6de met 15,80m |
| Igor Kashkarov | hoogpringen (m)         | Brons     | kwalificatie: 1ste met 1,92m finale: 3de met 2,08m |
| Vladimir Polyakov | hoogpringen (m)         | DNF       | kwalificatie: geen geldige poging |
| Vladimir Sitkin | hoogpringen (m)         | 6e        | kwalificatie: 1ste met 1,92m finale: 6de met 2,00m |
| Vladimir Bulatov | polsstokhoogpringen (m) | 9e        | kwalificatie: 2de met 4,15m finale: 9de met 4,15m |
| Vitaly Chernobay | polsstokhoogpringen (m) | 13e       | kwalificatie: 8ste met 4,15m finale: 13de met 4,00m |
| Anatoly Petrov | polsstokhoogpringen (m) | 11e       | kwalificatie: 8ste met 4,15m finale: 11de met 4,15m |
| Boris Belyayev | kogelstoten (m)         | 5e        | kwalificatie: 14de met 15,03m finale: 5de met 16,96m |
| Vladimir Loshchilov | kogelstoten (m)         | 13e       | kwalificatie: 10de met 15,63m finale: 13de met 15,62m |
| Vartan Ovsepian | kogelstoten (m)         | DNS       | kwalificatie: niet gestart |
| Kim Bukhantsov | discuswerpen (m)        | 12e       | kwalificatie: 4de met 49,65m finale: 12de met 48,58m |
| Oto Grigalka | discuswerpen (m)        | 5e        | kwalificatie: 9de met 48,11m finale: 5de met 52,37m |
| Boris Matveyev | discuswerpen (m)        | 9e        | kwalificatie: 6de met 48,97m finale: 9de met 51,38m |
| Aleksandr Gorshkov | speerwerpen (m)         | 8e        | kwalificatie: 5de met 72,31m finale: 8ste met 70,32m |
| Vladimir Kuznetsov | speerwerpen (m)         | 12e       | kwalificatie: 3de met 73,89m finale: 12de met 67,14m |
| Viktor Tsybulenko | speerwerpen (m)         | Brons     | kwalificatie: 8ste met 71,20m finale: 3de met 79,50m |
| Mikhail Krivonosov | kogelslingeren (m)      | Zilver    | kwalificatie: 15de met 54,53m finale: 2de met 63,03m |
| Anatoly Samotsvetov | kogelslingeren (m)      | Brons     | kwalificatie: 1ste met 59,53m finale: 3de met 62,56m |
| Dmitry Yegorov | kogelslingeren (m)      | 7e        | kwalificatie: 8ste met 57,03m finale: 7de met 60,22m |
| Yury Kutenko | tienkamp (m)            | DNF       | 100m: 10de in 11,69 verspringen: 9de met 6,64m kogelstoten: 4de met 14,46m hoogspringen: geen geldige poging 400m: 7de in 50,67 110m horden: 8ste in 16,05 discuswerpen: 1ste met 47,57m polsstokhoogspringen: 3de met 3,95m speerwerpen: geen geldige poging                                    |
| Vasily Kuznetsov | tienkamp (m)            | Brons     | 100m: 5de in 11,36 verspringen: 3de met 7,04m kogelstoten: 2de met 14,49m hoogspringen: 10de met 1,75m 400m: 6de in 50,24 110m horden: 3de in 15,25 discuswerpen: 3de met 44,57m polsstokhoogspringen: 2de met 4,10m speerwerpen: 1ste met 65,13m (OR) 1500m: 9de in 4.54,10 totaal: 7465 punten |
| Uno Palu | tienkamp (m)            | 4e        | 100m: 9de in 11,66 verspringen: 8ste met 6,65m kogelstoten: 6de met 14,39m hoogspringen: 2de met 1,89m 400m: 8ste in 50,82 110m horden: 6de in 15,58 discuswerpen: 6de met 40,38m polsstokhoogspringen: 7de met 3,60m speerwerpen: 2de met 61,59m 1500m: 3de in 4.35,74 totaal: 6930 punten      |
| |                         |           | |
| Vera Krepkina | 100m (v)                | 11e       | serie 1: 2de in 11,9 halve finale 2: 5de in 11,9 |
| Galina Popova | 100m (v)                | 7e        | serie 5: 1ste in 11,6 halve finale 1: 5de in 12,2 |
| Galina Rezchikova | 100m (v)                | 10e       | serie 2: 2de in 11,8 halve finale 2: 6de in 12,1 |
| Mariya Itkina | 200m (v)                | 7e        | serie 2: 1ste in 23,5 halve finale 1: 4de in 24,3 |
| Olga Kosheleva | 200m (v)                | 19e       | serie 5: 5de in 25,3 |
| Vera Yugova | 200m (v)                | 11e       | serie 4: 2de in 24,9 halve finale 2: 6de in 24,9 |
| Niliya Besedina-Kulakova | 80m horden (v)          | 15e       | serie 3: 5de in 11,59 |
| Galina Bystrova | 80m horden (v)          | 4e        | serie 4: 2de in 11,09 halve finale 2: 1ste in 11,14 finale: 4de in 11,25 |
| Mariya Golubnichaya | 80m horden (v)          | 5e        | serie 2: 2de in 11,25 halve finale 1: 3de in 11,12 finale: 5de in 11,50 |
| Vera Krepkina Galina Rezchikova Mariya Itkina Irina Bochkaryova Vera Yugova Nadezhda Dvalishvili Olga Kosheleva Galina Popova | 4x100m (v)              | 4e        | serie 2: 3de in 46,20 finale: 4de in 45,81 |
| Nadezhda Dvalishvili | verspringen (v)         | Brons     | kwalificatie: 3de met 5,95m finale: 3de met 6,07m |
| Galina Popova | verspringen (v)         | DNS       | kwalificatie: niet gestart |
| Valentina Shaprunova | verspringen (v)         | 6e        | kwalificatie: 4de met 5,86m finale: 6de met 5,85m |
| Valentina Ballod | hoogspringen (v)        | 11e       | kwalificatie: 14de met 1,58m finale: 11de met 1,60m |
| Mariya Pisareva | hoogspringen (v)        | Zilver    | kwalificatie: 7de met 1,58m finale: 2de met 1,67m |
| Zinaida Doynikova | kogelstoten (v)         | 4e        | kwalificatie: 9de met 13,48m finale: 4de met 15,54m |
| Tamara Tyshkevich | kogelstoten (v)         | Goud      | kwalificatie: 1ste met 14,43m finale: 1ste met 16,59m (OR) |
| Galina Zybina | kogelstoten (v)         | Zilver    | kwalificatie: 3de met 14,08m finale: 2de met 16,53m |
| Irina Beglyakova | discuswerpen (v)        | Zilver    | kwalificatie: 3de met 47,65m finale: 2de met 52,54m |
| Nina Romashkova-Ponomaryova                                                                                                   | discuswerpen (v)        | Brons     | kwalificatie: 2de met 48,34m finale: 3de met 52,02m |
| Albina Yelkina | discuswerpen (v)        | 5e        | kwalificatie: 6de met 43,90m finale: 5de met 48,20m |
| Inese Jaunzeme | speerwerpen (v)         | Goud      | kwalificatie: 6de met 46,19m finale: 1ste met 53,86m (OR) |
| Nadezhda Konyayeva | speerwerpen (v)         | Brons     | kwalificatie: 3de met 47,19m finale: 3de met 50,28m |

### Basketbal
| Olympiër | Discipline | Resultaat | Prestatie |
| --- | ---------- | --------- | --- |
| Valdis Muižnieks Maigonis Valdmanis Vladimir Torban Stasys Stonkus Kazys Petkevičius Arkadi Botsjkarjov Jānis Krūmiņš Michail Semjonov Algirdas Lauritėnas Joeri Ozerov Viktor Zoebkov Michail Stoedenetski | mannen     | Zilver    | 1ste ronde groep B: 2de W van Frankrijk: 97-59 V van Frankrijk: 67-76 W van Singapore: 91-42 kwartfinale groep B: 2de W van Brazilië: 87-68 W van Bulgarije: 66-56 V van Verenigde Staten: 55-85 halve finale: W van Frankrijk: 56-49 finale: V van Verenigde Staten: 55-89 |

| 1ste ronde Groep B |             |             |             |             |            |            |            |        |
| #                  | Land        | Wedstrijden | Wedstrijden | Wedstrijden | Doelpunten | Doelpunten | Doelpunten | Punten |
| #                  | Land        | G           | W           | V           | V          | T          | Saldo      | Punten |
| 1                  | Frankrijk   | 3           | 3           | 0           | 236        | 183        | +53        | 6      |
| 2                  | Sovjet-Unie | 3           | 2           | 1           | 255        | 177        | +78        | 5      |
| 3                  | Canada      | 3           | 1           | 2           | 206        | 234        | -28        | 4      |
| 4                  | Singapore   | 3           | 0           | 3           | 154        | 257        | -103       | 3      |

| Ronde      | Plaats      | Land  | Score     | Land |
| ---------- | ----------- | ----- | --------- | ---- |
| Groepsfase |             |       |           |      |
| Melbourne  | Sovjet-Unie | 97-59 | Frankrijk |      |
| Melbourne  | Sovjet-Unie | 67-76 | Canada    |      |
| Melbourne  | Sovjet-Unie | 91-42 | Singapore |      |

| Kwartfinale Groep B |                  |             |             |             |        |        |        |        |
| #                   | Land             | Wedstrijden | Wedstrijden | Wedstrijden | Punten | Punten | Punten | Punten |
| #                   | Land             | G           | W           | V           | V      | T      | Saldo  | Punten |
| 1                   | Verenigde Staten | 3           | 3           | 0           | 283    | 150    | +133   | 6      |
| 2                   | Sovjet-Unie      | 3           | 2           | 1           | 208    | 209    | -1     | 5      |
| 3                   | Bulgarije        | 3           | 1           | 2           | 182    | 224    | -42    | 4      |
| 3                   | Brazilië         | 3           | 0           | 3           | 192    | 282    | -90    | 3      |

| Ronde        | Plaats      | Land  | Score            | Land |
| ------------ | ----------- | ----- | ---------------- | ---- |
| Kwartfinale  |             |       |                  |      |
| Melbourne    | Brazilië    | 68-87 | Sovjet-Unie      |      |
| Melbourne    | Bulgarije   | 56-66 | Sovjet-Unie      |      |
| Melbourne    | Sovjet-Unie | 55-85 | Verenigde Staten |      |
| halve finale |             |       |                  |      |
| Melbourne    | Frankrijk   | 49-56 | Sovjet-Unie      |      |
| finale       |             |       |                  |      |
| Melbourne    | Sovjet-Unie | 55-89 | Verenigde Staten |      |

### Boksen
| Olympiër             | Discipline  | Resultaat | Prestatie |
| -------------------- | ----------- | --------- | --- |
| Vladimir Stolnikov   | -51kg (m)   | 5e        | 1ste ronde: W van FRG Basel: beslissing 2de ronde: W van ITA Burruni: beslissing kwartfinale: V van GBR Spinks: beslissing                                                                   |
| Boris Stepanov       | -54kg (m)   | 9e        | 1ste ronde: vrij 2de ronde: V van IRL Gilroy: knock-out |
| Vladimir Safronov    | -57kg (m)   | Goud      | 1ste ronde: vrij 2de ronde: W van ITA Cossie: beslissing kwartfinale: W van FRA de Souza: beslissing halve finale: W van POL Niedźwiedzki: beslissing finale: W van GBR Nicholls: beslissing |
| Anatoly Lagetko      | -60kg (m)   | Brons     | 1ste ronde: W van ARG Nuñez: beslissing 2de ronde: W van JPN Ishimaru: beslissing kwartfinale: W van CAN Beattie: beslissing halve finale: V van GBR McTaggart: beslissing                   |
| Vladimir Yengibaryan | -63,5kg (m) | Goud      | 1ste ronde: vrij 2de ronde: W van POL Drogodz: beslissing kwartfinale: W van FRA Saluden: beslissing halve finale: W van RSA Loubscher: beslissing finale: W van ITA Nenci: beslissing       |
| Eduard Borisov       | -67kg (m)   | 9e        | 1ste ronde: V van GBR Gargano: beslissing |
| Rychard Karpov       | -71kg (m)   | 9e        | 1ste ronde: V van POL Pietrzykowski: beslissing |
| Gennadi Shatkov      | -75kg (m)   | Goud      | 1ste ronde: W van CAN Hosack: beslissing kwartfinale: W van ITA Rinaldi: walk-over halve finale: W van ARG Zalazar: scheidsrechterlijke beslissing finale: W van CHI Tapia: walk-over        |
| Romualdas Murauskas  | -81kg (m)   | Brons     | 1ste ronde: vrij kwartfinale: W van AUS Madigan: beslissing halve finale: V van USA Boyd: beslissing                                                                                         |
| Lev Mukhin           | -81kg (m)   | Zilver    | 1ste ronde: W van BUL Lozanov: knock-out kwartfinale: W van SWE Åhsman: knock-out halve finale: W van ITA Bozzano: knock-out finale: V van USA Rademacher: knock-out                         |

### Gewichtheffen
| Olympiër           | Discipline  | Resultaat | Prestatie                                                                                                   |
| ------------------ | ----------- | --------- | --- |
| Vladimir Stogov    | -56kg (m)   | Zilver    | drukken: 1ste met 105kg (OR) trekken: 1ste met 105,0kg (WR) stoten: 4de met 127,5kg totaal: 337,5kg         |
| Yevgeny Minayev    | -60kg (m)   | Zilver    | drukken: 1ste met 115kg (WR) trekken: 4de met 100kg stoten: 3de met 127,5kg totaal: 342,5kg                 |
| Ravil Khabutdinov  | -67,5kg (m) | Zilver    | drukken: 1ste met 125kg (OR) trekken: 4de met 110kg stoten: 6de met 137,5kg totaal: 372,5kg                 |
| Igor Rybak         | -67,5kg (m) | Goud      | drukken: 5de met 110kg trekken: 1ste met 120kg (OR) stoten: 1ste met 150kg (OR) totaal: 380kg (OR)          |
| Fyodor Bogdanovsky | -75kg (m)   | Goud      | drukken: 1ste met 132,5kg (OR) trekken: 2de met 122,5kg stoten: 1ste met 165kg (OR) totaal: 420kg (WR)      |
| Vasīlijs Stepanovs | -82,5kg (m) | Zilver    | drukken: 2de met 135kg trekken: 2de met 122,5kg stoten: 3de met 162,5kg totaal: 427,5kg                     |
| Arkady Vorobyov    | -90kg (m)   | Goud      | drukken: 1ste met 147,5kg (WR) trekken: 1ste met 137,5kg stoten: 1ste met 177,5kg (OR) totaal: 462,5kg (WR) |

### Kanovaren
| Olympiër                          | Discipline     | Resultaat | Prestatie                                     |
| --------------------------------- | -------------- | --------- | --------------------------------------------- |
| Gennady Bukharin                  | C-1 1000m (m)  | Brons     | 5.12,7                                        |
| Gennady Bukharin                  | C-1 10000m (m) | Brons     | 57.14,5                                       |
| Gratsian Botev Pavel Kharin       | C-2 1000m (m)  | Zilver    | serie 1: 2de in 4.52,4 finale: 2de in 4.48,6  |
| Gratsian Botev Pavel Kharin       | C-2 10000m (m) | Goud      | 54.02,4                                       |
| Igor Pissarov                     | K-1 1000m (m)  | Zilver    | serie 1: 2de in 4.22,2 finale: 2de in 4.15,3  |
| Igor Pissarov                     | K-1 10000m (m) | 5e        | 49.58,2                                       |
| Anatoly Demitkov Mikhail Kaaleste | K-2 1000m (m)  | Zilver    | serie 1: 1ste in 3.55,1 finale: 2de in 3.51,4 |
| Sergey Klimov Yevgeny Yatsinenko  | K-2 1000m (m)  | 5e        | 45.49,3                                       |
|                                   |                |           |                                               |
| Yelizaveta Dementyeva             | K-1 500m (v)   | Goud      | serie 1: 2de in 2.20,9 finale: 1ste in 2.18,9 |

### Moderne vijfkamp
| Olympiër                                     | Discipline      | Resultaat | Prestatie |
| -------------------------------------------- | --------------- | --------- | --- |
| Ivan Deriuhin                                | individueel (m) | 9e        | paardensport: 12de met 845 punten schermen: 26ste met 14 overwinningen schietsport: 16de met 184 punten zwemmen: 1ste in 3.46,7 atletiek: 3de in 13.53,8 totaal: 4452,0 punten           |
| Igor Novikov                                 | individueel (m) | 4e        | paardensport: 14de met 802,5 punten schermen: 8ste met 21 overwinningen schietsport: 2de met 191 punten zwemmen: 6de in 4.03,6 atletiek: 4de in 13.56,3 totaal: 4714,5 punten            |
| Aleksandr Tarasov                            | individueel (m) | 8e        | paardensport: 13de met 810 punten schermen: 10de met 20 overwinningen schietsport: 5de met 189 punten zwemmen: 21ste in 4.35,0 atletiek: 5de in 13.58,1 totaal: 4479,0 punten            |
| Ivan Deriuhin Igor Novikov Aleksandr Tarasov | team (m)        | Goud      | paardensport: 3de met 2457,5 punten schermen: 2de met 2194 punten schietsport: 1ste met 2580 punten zwemmen: 1ste in 2880 punten atletiek: 1ste met 3579,0 punten totaal: 13690,5 punten |

### Roeien
| Olympiër | Discipline      | Resultaat | Prestatie                                                                     |
| --- | --------------- | --------- | ----------------------------------------------------------------------------- |
| Vyacheslav Ivanov | skiff (m)       | Goud      | serie 1: 1ste in 7.26,1 halve finale 1: 1ste in 9.02,7 finale: 1ste in 8.02,5 |
| Aleksandr Berkutov Yuriy Tyukalov | dubbel-twee (m) | Goud      | serie 2: 1ste in 6.44,4 finale: 1ste in 7.24,0                                |
| Igor Buldakov Viktor Ivanov | twee-zonder (m) | Zilver    | serie 3: 2de in 7.29,9 halve finale 1: 1ste in 8.41,3 finale: 2de in 8.03,9   |
| Vladimir Petrov Ihor Yemchuk Heorhiy Zhylin                                                                                                   | twee-met (m)    | Brons     | serie 2: 1ste in 8.06,6 halve finale 1: 2de in 9.26,2 finale: 3de in 8.31,0   |
| Igor Ivanov Nikolay Karasyov Aleksandr Sheff Leonid Zakharov                                                                                  | vier-zonder (m) | 5e        | serie 3: 1ste in 6.39,7 halve finale 1: 3de in 8.18,3                         |
| Andrey Arkhipov Yaroslav Cherstvy Anatoly Fetisov Yury Popov Valentin Zanin                                                                   | vier-met (m)    | 6e        | serie 1: 2de in 7.07,5 halve finale 2: 3de in 8.14,0                          |
| Slava Amiragov Anatoly Antonov Boris Fyodorov Leonid Gissen Georgy Gushchenko Vladimir Kryukov Vladimir Petrov Yevgeny Samsonov Ernest Verbin | acht (m)        | 6e        | serie 3: 2de in 6.06,5 halve finale 1: 3de in 7.18,3                          |

### Schermen
| Olympiër                                                                                                | Discipline      | Resultaat | Prestatie |
| --- | --------------- | --------- | --- |
| Arnold Chernushevich                                                                                    | degen (m)       | 18e       | 1ste ronde groep 1: 1ste W van USA Shurtz: 5-3 G van BEL Delaunois: 5-5 W van LUX Gretsch: 5-1 W van CAN Asselin: 5-1 W van COL Yanguas: 5-3 kwartfinale 2: 5de V van SWE Carleson: 1-5 V van FRA Queyroux: 4-5 W van ITA Pavesi: 5-1 V van HUN Balthazár: 4-5 V van USA Hoitsma: 3-5 W van BEL Achten: 5-2 |
| Revaz Tsirek'idze                                                                                       | degen (m)       | 30e       | 1ste ronde groep 2: 5de V van SWE Rehbinder: 3-5 W van GER Stratmann: 5-4 V van AUS Lund: 4-5 V van BEL Debeur: 4-5 W van INA Sukarno: 5-2 W van COL Camargo: 5-2 W van JPN Sano: 5-0 barrages: V van BEL Debeur: 4-5 |
| Juozas Udras                                                                                            | degen (m)       | 32e       | 1ste ronde groep 4: 5de V van LUX Schmit: 4-5 V van FIN Wiik: 2-5 V van SWE Forssell: 4-5 V van USA Hoitsma: 3-5 W van AUS Harding-Smith: 5-0 W van MEX Jiménez: 5-2 |
| Arnold Chernushevich Valentin Chernikov Lev Saychuk Revaz Tsirek'idze Juozas Udras Valentin Vdovichenko | degen team (m)  | 5e        | 1ste ronde groep 2: 1ste W van Zweden: 9-7 W van Colombia: 15-1 halve finale groep 2: 3de V van Groot-Brittannië: 6-10 V van Frankrijk: 7-9 |
| Mark Midler                                                                                             | floret (m)      | 7e        | 1ste ronde groep 4: 1ste W van FRA d'Oriola: 5-4 W van GBR Paul: 5-1 V van BEL Verhalle: 1-5 W van HUN Fülöp: 5-4 W van AUS McKenzie: 5-1 W van CAN Asselin: 5-2 W van COL Echeverri: 5-2 halve finale 1: 4de V van FRA Netter: 0-5 V van ITA Spallino: 2-5 W van GBR Paul: 5-4 W van BEL Verhalle: 5-3 W van URS Rudov: 5-2 W van USA Axelrod: 5-2 W van AUS Sichel: 5-1 finale: 7de V van FRA d'Oriola: 4-5 V van ITA Bergamini: 3-5 V van ITA Spallino: 1-5 V van GBR Jay: 1-5 V van HUN Gyuricza: 0-5 W van FRA Netter: 5-1 W van GBR Paul: 5-4 |
| Iuri Osip'ovi                                                                                           | floret (m)      | 14e       | 1ste ronde groep 2: 2de V van AUS Sichel: 3-5 W van USA Axelrod: 5-3 W van GER Stratmann: 5-0 W van ITA Mangiarotti: 5-3 V van BEL Dehez: 1-5 W van FRA Lataste: 5-3 W van COL Blando: 5-2 halve finale 2: 7de V van FRA d'Oriola: 1-5 V van ITA Bergamini: 3-5 V van HUN Gyuricza: 2-5 V van GBR Jay: 1-5 V van GER Stratmann: 1-5 W van AUS McCowage: 5-3 |
| Yury Rudov                                                                                              | floret (m)      | 11e       | 1ste ronde groep 1: 2de W van ITA Spallino: 5-2 V van GBR Jay: 2-5 W van USA Goldsmith: 5-2 W van MEX Ramos: 5-1 W van COL Uribe: 5-3 W van JPN Sano: 5-2 halve finale 1: 6de V van FRA Netter: 0-5 V van ITA Spallino: 2-5 V van GBR Paul: 2-5 V van BEL Verhalle: 0-5 V van URS Midler: 2-5 W van USA Axelrod: 5-4 W van AUS Sichel: 5-4 |
| Yury Rudov Iuri Osip'ovi Mark Midler Aleksandr Ovsyankin Viktor Zhdanovich Yury Ivanov                  | floret team (m) | 5e        | 1ste ronde groep 1: 2de W van Frankrijk: 9-7 V van België: 7-9 halve finale groep 2: 3de V van Hongarije: 5-11 V van Frankrijk: 4-9 |
| Yevgeny Cherepovsky                                                                                     | sabel (m)       | 7e        | 1ste ronde: vrij kwartfinale 2: 3de met 3 overwinningen kwartfinale barrages: 1ste halve finale 1: 5de met 3 overwinningen |
| Lev Kuznetsov                                                                                           | sabel (m)       | Brons     | 1ste ronde: vrij kwartfinale 4: 3de met 3 overwinningen kwartfinale barrages: 2de halve finale 2: 3de met 4 overwinningen finale: 3de met 4 overwinningen finale barrages: 1ste |
| Yakov Rylsky                                                                                            | sabel (m)       | 11e       | 1ste ronde: vrij kwartfinale 1: 5de met 2 overwinningen |
| Leonid Bogdanov Lev Koeznetsov Jakov Rylski Jevgeni Tsjerepovski David Tyschler                         | sabel team (m)  | Brons     | 1ste ronde groep 3: 1ste W van Australië: 14-2 halve finale groep 1: 2de V van Frankrijk: 7-9 W van Italië: 9-7 finale: 3de V van Hongarije: 7-9 V van Polen: 7-9 W van Frankrijk: 8-7 |
| |                 |           | |
| Valentina Rastvorova                                                                                    | floret (v)      | 15e       | 1ste ronde groep 3: 5de V van GBR Sheen: 3-4 V van FRA Garilhe: 2-4 V van DEN Lachmann: 2-4 V van ROU Orban: 3-4 W van USA Goodrich: 4-1 W van AUS Hardon: 4-1 W van HUN Nyári-Kovács: 4-3 |
| Nadezhda Shitikova                                                                                      | floret (v)      | 17e       | 1ste ronde groep 2: 6de V van USA Romary: 2-4 V van ITA Colombetti-Peroncini: 1-4 W van MEX Roldán: 4-3 V van AUT Müller-Preis: 3-4 W van ROU Orb: 4-0 V van FRA Veronnet: 2-4 W van AUS Joseph: 4-3 |
| Emma Yefimova                                                                                           | floret (v)      | 9e        | 1ste ronde groep 1: 2de W van USA Mitchell: 4-1 V van HUN Dömölky: 3-4 V van FRA Delbarre: 2-4 W van ITA Cesari: 4-0 W van GBR Glen-Haig: 4-1 W van AUS O'Brien: 4-0 halve finale 1: 5de V van ITA Colombetti-Peroncini: 1-4 V van DEN Lachmann: 1-4 V van FRA Garlihe: 3-4 V van AUT Müller-Preis: 0-4 W van USA Mitchell: 4-0 |

### Schietsport
| Olympiër           | Discipline                  | Resultaat | Prestatie                            |
| ------------------ | --------------------------- | --------- | ------------------------------------ |
| Anatoly Bogdanov   | 50m geweer 3 houdingen (m)  | Goud      | 1172 punten: (396-392-384)           |
| Vasily Borisov     | 50m geweer 3 houdingen (m)  | 4e        | 1163 punten: (395-391-377)           |
| Anatoly Bogdanov   | 50m geweer liggend (m)      | 29e       | 593 punten: (99-98-99-100-99-98)     |
| Vasily Borisov     | 50m geweer liggend (m)      | Zilver    | 599 punten: (100-100-100-100-100-99) |
| Vasily Borisov     | 300m geweer 3 houdingen (m) | Goud      | 1138 punten: (396-383-359)           |
| Allan Erdman       | 300m geweer 3 houdingen (m) | Zilver    | 1137 punten: (392-385-360)           |
| Makhmud Umarov     | 50m pistool (m)             | Zilver    | 556 punten: (95-91-94-94-93-92)      |
| Anton Yasinsky     | 50m pistool (m)             | 5e        | 550 punten: (90-93-95-92-92-88)      |
| Yevgeny Cherkasov  | 25m snelvuurpistool (m)     | Zilver    | 585 punten: (292-293)                |
| Vasily Sorokin     | 25m snelvuurpistool (m)     | 24e       | 567 punten: (276-291)                |
| Nikolay Mogilevsky | trap (m)                    | 4e        | 188 punten                           |
| Yury Nikandrov     | trap (m)                    | 5e        | 188 punten                           |
| Vitaly Romanenko   | 25m snelvuurpistool (m)     | Goud      | 441 punten: (220-221)                |
| Vladimir Sevryugin | 25m snelvuurpistool (m)     | Brons     | 429 punten: (213-216)                |

### Schoonspringen
| Olympiër              | Discipline    | Resultaat | Prestatie                                                       |
| --------------------- | ------------- | --------- | --------------------------------------------------------------- |
| Roman Brener          | 3m plank (m)  | 6e        | voorronde: 4de met 83,82 punten finale: 6de met 139,14 punten   |
| Yury Kasakov          | 3m plank (m)  | 9e        | voorronde: 12de met 74,68 punten finale: 9de met 129,34 punten  |
| Gennady Udalov        | 3m plank (m)  | 5e        | voorronde: 6de met 83,06 punten finale: 5de met 140,64 punten   |
| Roman Brener          | 10m toren (m) | 5e        | voorronde: 5de met 76,56 punten finale: 5de met 142,95 punten   |
| Mikhail Chachba       | 10m toren (m) | 8e        | voorronde: 8ste met 73,02 punten finale: 8ste met 134,52 punten |
| Gennady Galkin        | 10m toren (m) | 13e       | voorronde: 13de met 68,92 punten                                |
|                       |               |           |                                                                 |
| Zoya Bluvass          | 3m plank (v)  | 11e       | voorronde: 9de met 62,12 punten finale: 11de met 98,15 punten   |
| Valentina Chumicheva  | 3m plank (v)  | 5e        | voorronde: 5de met 65,42 punten finale: 5de met 118,50 punten   |
| Ninel Krutova         | 3m plank (v)  | 10e       | voorronde: 10de met 61,54 punten finale: 10de met 100,34 punten |
| Raisa Gorokhovskaya   | 10m toren (v) | 9e        | voorronde: 2de met 52,64 punten finale: 9de met 73,84 punten    |
| Tatyana Karakashyants | 10m toren (v) | 5e        | voorronde: 3de met 52,19 punten finale: 5de met 76,95 punten    |
| Lyubov Shigalova      | 10m toren (v) | 6e        | voorronde: 8ste met 49,22 punten finale: 6de met 76,40 punten   |

### Turnen
| Olympiër                                                                                          | Discipline                    | Resultaat | Prestatie |
| ------------------------------------------------------------------------------------------------- | ----------------------------- | --------- | --- |
| Albert Azaryan                                                                                    | brug (m)                      | 5e        | 19,00 punten |
| Viktor Chukarin                                                                                   | brug (m)                      | Goud      | 19,20 punten |
| Valentin Muratov                                                                                  | brug (m)                      | 16e       | 18,70 punten |
| Boris Shakhlin                                                                                    | brug (m)                      | 8e        | 18,85 punten |
| Pavel Stolbov                                                                                     | brug (m)                      | 41e       | 17,95 punten |
| Yury Titov                                                                                        | brug (m)                      | 8e        | 18,85 punten |
| Albert Azaryan                                                                                    | paard voltige (m)             | 12e       | 18,75 punten |
| Viktor Chukarin                                                                                   | paard voltige (m)             | Brons     | 19,10 punten |
| Valentin Muratov                                                                                  | paard voltige (m)             | 9e        | 18,80 punten |
| Boris Shakhlin                                                                                    | paard voltige (m)             | Goud      | 19,25 punten |
| Pavel Stolbov                                                                                     | paard voltige (m)             | 7e        | 18,90 punten |
| Yury Titov                                                                                        | paard voltige (m)             | 5e        | 19,00 punten |
| Albert Azaryan                                                                                    | rekstok (m)                   | 8e        | 18,95 punten |
| Viktor Chukarin                                                                                   | rekstok (m)                   | 4e        | 19,25 punten |
| Valentin Muratov                                                                                  | rekstok (m)                   | 25e       | 18,60 punten |
| Boris Shakhlin                                                                                    | rekstok (m)                   | 13e       | 18,75 punten |
| Pavel Stolbov                                                                                     | rekstok (m)                   | 4e        | 19,25 punten |
| Yury Titov                                                                                        | rekstok (m)                   | Zilver    | 19,40 punten |
| Albert Azaryan                                                                                    | ringen (m)                    | Goud      | 19,35 punten |
| Viktor Chukarin                                                                                   | ringen (m)                    | 7e        | 19,00 punten |
| Valentin Muratov                                                                                  | ringen (m)                    | Zilver    | 19,15 punten |
| Boris Shakhlin                                                                                    | ringen (m)                    | 15e       | 18,70 punten |
| Pavel Stolbov                                                                                     | ringen (m)                    | 12e       | 18,80 punten |
| Yury Titov                                                                                        | ringen (m)                    | 10e       | 18,85 punten |
| Albert Azaryan                                                                                    | sprong (m)                    | 11e       | 18,55 punten |
| Viktor Chukarin                                                                                   | sprong (m)                    | 7e        | 18,60 punten |
| Valentin Muratov                                                                                  | sprong (m)                    | Goud      | 18,85 punten |
| Boris Shakhlin                                                                                    | sprong (m)                    | 4e        | 18,70 punten |
| Pavel Stolbov                                                                                     | sprong (m)                    | 28e       | 18,35 punten |
| Yury Titov                                                                                        | sprong (m)                    | Brons     | 18,75 punten |
| Albert Azaryan                                                                                    | vloer (m)                     | 40e       | 17,95 punten |
| Viktor Chukarin                                                                                   | vloer (m)                     | Zilver    | 19,10 punten |
| Valentin Muratov                                                                                  | vloer (m)                     | Goud      | 19,20 punten |
| Boris Shakhlin                                                                                    | vloer (m)                     | 28e       | 18,25 punten |
| Pavel Stolbov                                                                                     | vloer (m)                     | 16e       | 18,50 punten |
| Yury Titov                                                                                        | vloer (m)                     | 5e        | 18,95 punten |
| Albert Azaryan                                                                                    | individuele meerkamp (m)      | 7e        | 112,55 punten |
| Viktor Chukarin                                                                                   | individuele meerkamp (m)      | Goud      | 114,25 punten |
| Valentin Muratov                                                                                  | individuele meerkamp (m)      | 5e        | 113,30 punten |
| Boris Shakhlin                                                                                    | individuele meerkamp (m)      | 8e        | 112,50 punten |
| Pavel Stolbov                                                                                     | individuele meerkamp (m)      | 14e       | 111,75 punten |
| Yury Titov                                                                                        | individuele meerkamp (m)      | Brons     | 113,80 punten |
| Viktor Tsjoekarin Valentin Moeratov Boris Sjachlin Albert Azarjan Joeri Titov Pavel Stolbov       | meerkamp team (m)             | Goud      | brug: 2de met 94,60 punten paard voltige: 1ste met 95,20 punten rekstok: 1ste met 95,85 punten ringen: 2de met 95,15 punten sprong: 1ste met 93,45 punten vloer: 2de met 94,00 punten totaal: 568,25 punten |
|                                                                                                   |                               |           | |
| Polina Astakhova                                                                                  | balk (v)                      | 13e       | 18,166 punten |
| Lidiya Kalinina                                                                                   | balk (v)                      | 21e       | 18,000 punten |
| Larisa Latynina                                                                                   | balk (v)                      | 4e        | 18,533 punten |
| Tamara Manina                                                                                     | balk (v)                      | Zilver    | 18,633 punten |
| Sofya Muratova                                                                                    | balk (v)                      | 10e       | 18,433 punten |
| Lyudmila Yegorova                                                                                 | balk (v)                      | 7e        | 18,466 punten |
| Polina Astakhova                                                                                  | brug (v)                      | 9e        | 18,566 punten |
| Lidiya Kalinina                                                                                   | brug (v)                      | 18e       | 18,266 punten |
| Larisa Latynina                                                                                   | brug (v)                      | Zilver    | 18,833 punten |
| Tamara Manina                                                                                     | brug (v)                      | 16e       | 18,333 punten |
| Sofya Muratova                                                                                    | brug (v)                      | Brons     | 18,800 punten |
| Lyudmila Yegorova                                                                                 | brug (v)                      | 24e       | 18,133 punten |
| Polina Astakhova                                                                                  | sprong (v)                    | 50e       | 17,566 punten |
| Lidiya Kalinina                                                                                   | sprong (v)                    | 56e       | 17,333 punten |
| Larisa Latynina                                                                                   | sprong (v)                    | Goud      | 18,833 punten |
| Tamara Manina                                                                                     | sprong (v)                    | Zilver    | 18,800 punten |
| Sofya Muratova                                                                                    | sprong (v)                    | 5e        | 18,666 punten |
| Lyudmila Yegorova                                                                                 | sprong (v)                    | 9e        | 18,466 punten |
| Polina Astakhova                                                                                  | vloer (v)                     | 13e       | 18,400 punten |
| Lidiya Kalinina                                                                                   | vloer (v)                     | 11e       | 18,433 punten |
| Larisa Latynina                                                                                   | vloer (v)                     | Goud      | 18,733 punten |
| Tamara Manina                                                                                     | vloer (v)                     | 9e        | 18,466 punten |
| Sofya Muratova                                                                                    | vloer (v)                     | 4e        | 18,566 punten |
| Lyudmila Yegorova                                                                                 | vloer (v)                     | 9e        | 18,466 punten |
| Polina Astakhova                                                                                  | individuele meerkamp (v)      | 17e       | 72,700 punten |
| Lidiya Kalinina                                                                                   | individuele meerkamp (v)      | 21e       | 72,033 punten |
| Larisa Latynina                                                                                   | individuele meerkamp (v)      | Goud      | 74,933 punten |
| Tamara Manina                                                                                     | individuele meerkamp (v)      | 6e        | 74,233 punten |
| Sofya Muratova                                                                                    | individuele meerkamp (v)      | Brons     | 18,566 punten |
| Lyudmila Yegorova                                                                                 | individuele meerkamp (v)      | 10e       | 73,533 punten |
| Tamara Manina Larissa Latynina Sofia Moeratova Lidia Kalinina Polina Astachova Ljoedmila Jegorova | meerkamp team (v)             | Goud      | balk: 1ste met 92,230 punten brug: 2de met 92,865 punten sprong: 1ste met 92,797 punten vloer: 1ste met 92,895 punten totaal: 444,787 punten                                                                |
| Tamara Manina Larissa Latynina Sofia Moeratova Lidia Kalinina Polina Astachova Ljoedmila Jegorova | meerkamp team gereedschap (v) | Brons     | 74,000 punten |

### Voetbal
| Olympiër | Discipline | Resultaat | Prestatie |
| --- | ---------- | --------- | --- |
| Anatoli Basjasjkin Iosif Betsa Anatoli Iljin Anatoli Isayev Valentin Ivanov Boris Koeznetsov Anatoli Masljonkin Igor Netto Michail Ogonkov Aleksej Paramonov Boris Razinsky Vladimir Ryzhkin Sergej Salnikov Nikita Simonjan Edoeard Streltsov Boris Tatoesjin Nikolaj Tisjtsjenko Lev Jasjin | mannen     | Goud      | 1ste ronde: W van Duitsland: 2-1 kwartfinale: G van Indonesië: 0-0 replay: W van Indonesië: 4-0 halve finale: W van Bulgarije: 2-1 finale: W van Joegoslavië: 1-0 |

### Waterpolo
| Olympiër | Discipline | Resultaat | Prestatie |
| --- | ---------- | --------- | --- |
| Viktor Ageev Pyotr Breus Boris Goykhman Nodar Gvakhariya Vyacheslav Kurennoy Boris Markarov P'et're Mshveniyeradze Valentin Prokopov Mikhail Ryzhak Yury Shlyapin | mannen     | Brons     | groep A: 2de V van Joegoslavië: 2-3 W van Roemenië: 4-3 W van Australië: 3-0 finale ronde: 3de W van Italië: 3-2 W van Verenigde Staten: 3-1 V van Hongarije: 0-4 W van Duitsland: 6-4 |

| Groep A |             |             |             |             |             |        |        |        |        |
| #       | Land        | Wedstrijden | Wedstrijden | Wedstrijden | Wedstrijden | Punten | Punten | Punten | Punten |
| #       | Land        | G           | W           | G           | V           | V      | T      | Saldo  | Punten |
| 1       | Joegoslavië | 3           | 3           | 0           | 0           | 15     | 5      | +10    | 6      |
| 2       | Sovjet-Unie | 3           | 2           | 0           | 1           | 9      | 6      | +3     | 4      |
| 3       | Roemenië    | 3           | 1           | 0           | 2           | 9      | 9      | 0      | 2      |
| 4       | Australië   | 3           | 0           | 0           | 3           | 3      | 16     | -13    | 0      |

| Ronde       | Datum     | Plaats      | Land | Score       | Land |
| ----------- | --------- | ----------- | ---- | ----------- | ---- |
| Groepsfase  |           |             |      |             |      |
| 28 november | Melbourne | Joegoslavië | 3-2  | Sovjet-Unie |      |
| 28 november | Melbourne | Sovjet-Unie | 4-3  | Roemenië    |      |
| 28 november | Melbourne | Sovjet-Unie | 3-0  | Australië   |      |

| Finale ronde |                  |             |             |             |             |        |        |        |        |
| #            | Land             | Wedstrijden | Wedstrijden | Wedstrijden | Wedstrijden | Punten | Punten | Punten | Punten |
| #            | Land             | G           | W           | G           | V           | V      | T      | Saldo  | Punten |
| 1            | Hongarije        | 5           | 5           | 0           | 0           | 20     | 3      | +17    | 10     |
| 2            | Joegoslavië      | 5           | 3           | 1           | 1           | 13     | 8      | +5     | 7      |
| 3            | Sovjet-Unie      | 5           | 3           | 0           | 2           | 14     | 14     | 0      | 6      |
| 4            | Italië           | 5           | 2           | 0           | 3           | 10     | 13     | -3     | 4      |
| 5            | Verenigde Staten | 5           | 1           | 0           | 4           | 10     | 5      | -10    | 2      |
| 6            | Duitsland        | 5           | 0           | 1           | 4           | 11     | 20     | -9     | 1      |

| Ronde      | Datum     | Plaats      | Land | Score            | Land |
| ---------- | --------- | ----------- | ---- | ---------------- | ---- |
| Groepsfase |           |             |      |                  |      |
| 1 december | Melbourne | Sovjet-Unie | 3-2  | Italië           |      |
| 5 december | Melbourne | Sovjet-Unie | 3-1  | Verenigde Staten |      |
| 6 december | Melbourne | Hongarije   | 4-0  | Sovjet-Unie      |      |
| 7 december | Melbourne | Sovjet-Unie | 6-4  | Duitsland        |      |

### Wielersport
| Olympiër                                                              | Discipline               | Resultaat | Prestatie                                                                            |
| Baan                                                                  | Baan                     | Baan      | Baan                                                                                 |
| --------------------------------------------------------------------- | ------------------------ | --------- | ------------------------------------------------------------------------------------ |
| Boris Romanov                                                         | sprint (m)               | 5e        | 1ste ronde serie 6: 1ste in 12,4 kwartfianle: V van NZL Johnston: 1-2                |
| Boris Savostin                                                        | tijdrit (m)              | 5e        | 1.12,3                                                                               |
| Vladimir Leonov Rostislav Vargashkin                                  | tandem (m)               | 9e        | 1ste ronde serie 4: 3de                                                              |
| Rodislav Chizhikov Eduard Gusev Viktor Ilyin Volodymyr Mitin          | ploegenachtervolging (m) | 5e        | 1ste ronde serie 7: W van België: 4.54,4 kwartfinale: V van Groot-Brittannië: 4.53,4 |
| Weg                                                                   |                          |           |                                                                                      |
| Anatoly Cherepovich                                                   | wegwedstrijd (m)         | 15e       | 5:23.50                                                                              |
| Viktor Kapitonov                                                      | wegwedstrijd (m)         | 32e       | 5:30.45                                                                              |
| Mykola Kolumbet                                                       | wegwedstrijd (m)         | 16e       | 5:23.50                                                                              |
| Viktor Vershinin                                                      | wegwedstrijd (m)         | 35e       | 5:34.21                                                                              |
| Anatoly Cherepovich Mykola Kolumbet Viktor Kapitonov Viktor Vershinin | wegwedstrijd team (m)    | 6e        | 63 punten                                                                            |

### Worstelen
| Olympiër               | Discipline  | Resultaat   | Prestatie |
| Vrije stijl            | Vrije stijl | Vrije stijl | Vrije stijl |
| ---------------------- | ----------- | ----------- | --- |
| Mirian Tsalkalamanidze | -52kg (m)   | Goud        | 1ste ronde: W van USA Delgado: 3-0 2de ronde: W van JPN Asai: 2-1 3de ronde: W van IND Daware: val 4de ronde: V van TUR Akbaş: 0-3 5de ronde: W van IRI Ali Khojastehpour: val                         |
| Mykhailo Shakhov       | -57kg (m)   | Brons       | 1ste ronde: V van IRI Mehdi Yaghoubi: 0-3 2de ronde: W van PHI Ramel: val 3de ronde: W van PAK Zahur: val 4de ronde: vrij 5de ronde: V van TUR Dağıstanlı: 0-3                                         |
| Linar Salimullin       | -62kg (m)   | 6e          | 1ste ronde: vrij 2de ronde: V van JPN Sasahara: 1-2 3de ronde: W van IND Sarup: 3-0 4de ronde: V van BEL Mewis: 0-3                                                                                    |
| Alimbeg Bestayev       | -67kg (m)   | Brons       | 1ste ronde: vrij 2de ronde: W van KOR Tae-guen: val 3de ronde: W van BUL Zaychev: val 4de ronde: W van PAK Ashraf: val 5de ronde: V van HUN Tóth: 1-2 6de ronde: V van IRI Habibi: val                 |
| Vakhtang Balavadze     | -73kg (m)   | Brons       | 1ste ronde: W van FIN Rantanen: 3-0 2de ronde: W van GER Tischendorf: val 3de ronde: V van JPN Ikeda: 0-3 4de ronde: W van SWE Berlin: val 5de ronde: V van TUR Zengin: val                            |
| Georgy Skhirtladze     | -79kg (m)   | Brons       | 1ste ronde: V van BUL Stanchev: 0-3 2de ronde: W van PHI Arcales: val 3de ronde: W van RSA van Zyl: val 4de ronde: W van GER Sterr: val 5de ronde: W van TUR Atlı: 2-1 6de ronde: V van USA Hodge: val |
| Boris Kulayev          | -87kg (m)   | Zilver      | 1ste ronde: W van SWE Palm: 3-0 2de ronde: W van TUR Atan: 2-1 3de ronde: vrij 4de ronde: W van IRL Martina: val 5de ronde: V van IRI Reza Takhti: val 6de ronde: W van USA Blair: val                 |
| Ivan Vykhristyuk       | +87kg (m)   | 6e          | 1ste ronde: W van NZL Da Silva: 3-0 2de ronde: W van GBR Richmond: 3-0 3de ronde: V van BUL Mehmedov: 0-3                                                                                              |
| Grieks-Romeins         |             |             | |
| Nikolay Solovyov       | -52kg (m)   | Goud        | 1ste ronde: W van ROU Pîrvulescu: 2-1 2de ronde: W van FRA Zoete: val 3de ronde: vrij 4de ronde: V van TUR Ali Eğribaş: 0-3 5de ronde: W van ITA Fabra: val                                            |
| Konstantin Vyrupayev   | -57kg (m)   | Goud        | 1ste ronde: V van ROU Horvath: 1-2 2de ronde: W van TUR Yılmaz: 3-0 3de ronde: W van BUL Petrov: val 4de ronde: W van HUN Hódos: 3-0 5de ronde: W van SWE Vesterby: 3-0                                |
| Roman Dzeneladze       | -62kg (m)   | Brons       | 1ste ronde: V van TUR Sille: val 2de ronde: W van SWE Håkansson: val 3de ronde: W van ITA Trippa: val 4de ronde: W van FIN Mäkinen: 2-1 5de ronde: V van HUN Polyák: 1-2                               |
| Vladimir Rosin         | -67kg (m)   | 7e          | 1ste ronde: V van AUT Brötzner: 0-3 2de ronde: V van HUN Tóth: 1-2 |
| Vladimir Maneyev       | -73kg (m)   | Zilver      | 1ste ronde: W van FIN Rantanen: 3-0 2de ronde: W van AUT Wandaller: val 3de ronde: W van GER Schäfer: 2-1 4de ronde: W van SWE Berlin: 3-0 5de ronde: V van TUR Bayrak: 0-3                            |
| Givi Kartozia          | -79kg (m)   | Goud        | 1ste ronde: W van SWE Jansson: 3-0 2de ronde: W van AUS Paterson: val 3de ronde: W van HUN Gurics: 3-0 4de ronde: W van BUL Dobrev: 2-1                                                                |
| Valentin Nikolayev     | -87kg (m)   | Goud        | 1ste ronde: W van BUL Sirakov: 3-0 2de ronde: W van HUN Kovács: 3-0 3de ronde: W van FIN Lahti: 3-0 4de ronde: W van SWE Nilsson: 3-0                                                                  |
| Anatoly Parfyonov      | +87kg (m)   | Goud        | 1ste ronde: W van GER Dietrich: 2-1 2de ronde: V van SWE Antonsson: 0-3 3de ronde: W van BUL Mekhmedov: opgave 4de ronde: vrij 5de ronde: W van ITA Bulgarelli: 3-0                                    |

### Zeilen
| Olympiër                                               | Discipline          | Resultaat | Prestatie                         |
| ------------------------------------------------------ | ------------------- | --------- | --------------------------------- |
| Yury Shavrin                                           | finn klasse         | 12e       | 2664 punten: (10-10-5-15-14-10-8) |
| Boris Ilyin Aleksandr Tchoumakov                       | sharpie 12m² klasse | 7e        | 2479 punten: (5-10-9-DNF-6-6-4)   |
| Timir Pinegin Fyodor Shutkov                           | star klasse         | 8e        | 1778 punten: (7-8-8-7-8-8)        |
| Ivan Matveev Andrei Mazovka Pyotr Tolstikhin           | drakenklasse        | 11e       | 2157 punten: (12-3-7-13-12-12-13) |
| Konstantin Alexandrov Lev Alexeev Konstantin Melgounov | 5,5m klasse         | 8e        | 1598 punten: (7-9-9-DNF-5-6-6)    |

### Zwemmen
| Olympiër                                                           | Discipline            | Resultaat | Prestatie                                        |
| ------------------------------------------------------------------ | --------------------- | --------- | ------------------------------------------------ |
| Lev Balandin                                                       | 100m vrije slag (m)   | 21e       | serie 1: 4de in 59,6                             |
| Vitaly Sorokin                                                     | 100m vrije slag (m)   | 12e       | serie 2: 3de in 58,6 halve finale 1: 6de in 58,2 |
| Boris Nik'it'ini                                                   | 400m vrije slag (m)   | 16e       | serie 4: 5de in 4.42,8                           |
| Gennady Androsov                                                   | 1500m vrije slag (m)  | 16e       | serie 3: 5de in 19.22,6                          |
| Farid Dosayev                                                      | 200m schoolslag (m)   | 10e       | serie 1: 3de in 2.43,9                           |
| Kharis Yunichev                                                    | 200m schoolslag (m)   | Brons     | serie 3: 2de in 2.41,2 finale: 3de in 2.36,8     |
| Igor Zaseda                                                        | 200m schoolslag (m)   | 5e        | serie 2: 1ste in 2.40,1 finale: 5de in 2.39,0    |
| Boris Nikitin Gennady Nikolayev Vitaly Sorokin Vladimir Struzhanov | 4x200m vrije slag (m) | Brons     | serie 2: 2de in 8.39,5 finale: 3de in 8.34,7     |
|                                                                    |                       |           |                                                  |
| Liudmyla Klipova                                                   | 100m rugslag (v)      | 14e       | serie 1: 3de in 1.16,1                           |

Afghanistan · Argentinië · Australië · Bahama's · België · Bermuda · Birma · Brazilië · Brits-Guiana · Bulgarije · Cambodja* · Canada · Ceylon · Chili · Colombia · Cuba · Denemarken · Duits eenheidsteam · Egypte* · Ethiopië · Fiji · Filipijnen · Finland · Frankrijk · Griekenland · Groot-Brittannië · Hongarije · Hongkong · Ierland · IJsland · India · Indonesië · Iran · Israël · Italië · Jamaica · Japan · Joegoslavië · Kenia · Liberia · Luxemburg · Malakka · Mexico · Nederland* · Nieuw-Zeeland · Nigeria · Noord-Borneo · Noorwegen · Oeganda · Oostenrijk · Pakistan · Peru · Polen · Portugal · Puerto Rico · Roemenië · Singapore · Sovjet-Unie · Spanje* · Taiwan · Thailand · Trinidad en Tobago · Tsjecho-Slowakije · Turkije · Uruguay · Venezuela · Verenigde Staten · Vietnam · Zuid-Afrika · Zuid-Korea · Zweden · Zwitserland*

*alleen deelgenomen in Stockholm